# Inácio IV de Antioquia
Inácio IV de Antioquia, dito Hazim (17 de abril de 1920 - 5 de dezembro de 2012), foi um religioso sírio, e o patriarca grego ortodoxo de Antioquia até sua morte, em 5 de dezembro de 2012. Ele nasceu em Muhardeh, região de Hama, na Síria.

## Biografia
Seus pais, Assad e Mariam, eram ortodoxos piedosos e praticantes. Seu pai era professor e cantor na paróquia local. Já jovem, cursou a Escola Americana em Beirute, no Líbano, lutando contra dificuldades financeiras. Ativo na Igreja, ajudou a fundar o "Movimento da Juventude Antioquina" no Patriarcado. Tendo feito os estudos clericais, foi ordenado Diácono em 1941, quando adotou o nome "Inácio", em honra a Santo Inácio de Antioquia.
Em 1945, bacharelou-se em Filosofia e Literatura, indo em 1949 para a França, onde aperfeiçoou seus estudos teológicos no famoso Instituto Teológico Ortodoxo São Sérgio, de Paris. Retornando ao Oriente foi ordenando Padre e, posteriormente, eleito e sagrado Bispo. Foi ele que estruturou a Faculdade Teológica de Balamand e, por seus esforços, conseguiu aumentá-la e enriquecê-la, até se tornar a Universidade de Balamand, com os mais diversos cursos.
Em 1966, foi eleito Metropolita de Latakia (Síria) pelo sínodo. Ao falecer o Patriarca Elias IV, em 1979, o sínodo o elegeu Patriarca, entronizando-o na Catedral da Dormição de Nossa Senhora, em Damasco.